# Fédération nationale des anciens combattants en Algérie, Maroc et Tunisie

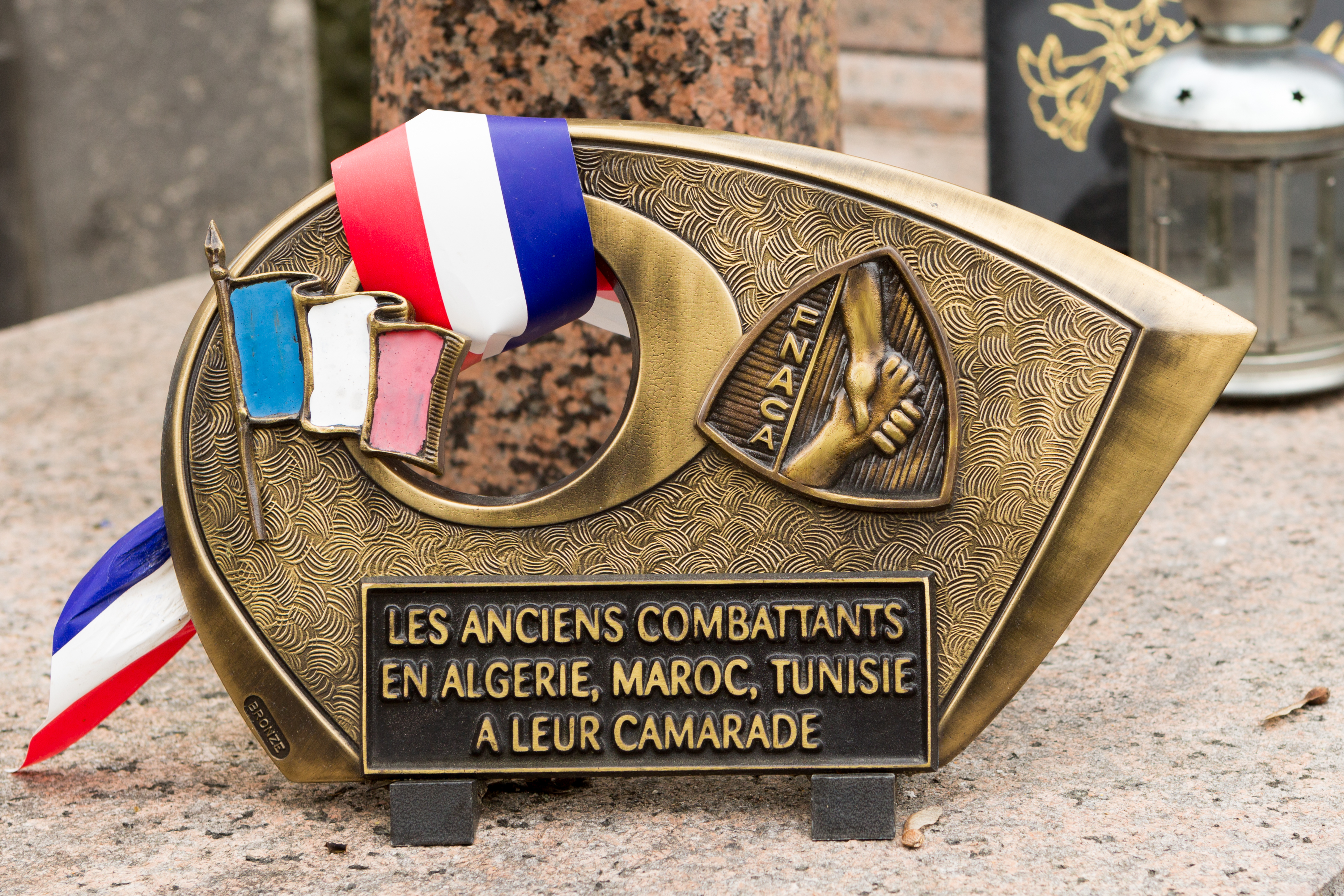
Plaque funéraire sur la tombe d'un ancien combattant.

La Fédération nationale des anciens combattants en Algérie, Maroc et Tunisie (FNACA) est une association française d'anciens combattants d'Afrique du Nord.
Elle se présente comme la première association nationale avec 358 505 membres et 3 560 sections locales et départementales.

## Histoire

### Fondation
En 1958, trois associations d'appelés et de rappelés de la guerre d'Algérie, se réunissent pour former la Fédération nationale des anciens d'Algérie (FNAA), ancêtre de la FNACA :
- le Groupement des rappelés et maintenus (GRM) créé en novembre 1956, proche des socialistes[réf. souhaitée] ;
- l'Association des anciens d'Algérie (AAA) créée au début de 1957 par Jean-Jacques Servan-Schreiber[3], proche du Parti radical[4] ;
- l'Association nationale des anciens d'Algérie (ANAA) créée en février 1958, autour de Paul Fromonteil de Châtellerault[5] et proche du Parti communiste français (PCF)[6].

Jean-Jacques Servan-Schreiber en est élu président.
Les buts de la FNAA sont : entretenir et renforcer les liens de camaraderie et d'amitié entre les anciens d'Algérie, permettre la défense de leurs droits matériels et moraux.
Jean-Jacques Servan-Schreiber conclut sa première intervention devant le congrès d'unification : « Dans le respect des convictions intimes de chacun, nous nous attelons maintenant ensemble, non seulement pour la défense des droits légitimes de tous nos camarades mais pour faire triompher à l'avenir ce que le général de Bollardière a appelé les valeurs morales qui ont fait la grandeur de notre civilisation et de notre armée et pour la paix ».

### Évolution
Le 30 et 31 mars 1963 au 4e congrès national de Noisy-le-Sec est ajouté le «C» de combattant dans le sigle de la FNACA. La FNACA modifie son appellation et ses statuts pour mieux marquer sa volonté de faire reconnaître le titre de combattant aux deux millions de soldats qui, jusque-là, sont considérés comme ayant participé à des opérations de police ou de maintien de l'ordre en Algérie, Maroc et Tunisie. L'article 2 de ses statuts, déposés le 17 juin 1963, stipule que la FNACA est indépendante à l'égard des pouvoirs publics et de tout parti politique, groupement philosophique ou religieux[réf. souhaitée].
En 1965, Jean-Jacques Servan-Schreiber abandonne la présidence nationale de la FNACA à Jacques De Jaeger[réf. nécessaire]. En 1975, Jacques De Jaeger passe le relais à Wladyslas Marek, jusque-là secrétaire national chargé des relations avec les élus. Celui-ci assure la présidence nationale jusqu'à sa mort, en septembre 2011.
De 1963 à 1974, la FNACA se heurte à la vive résistance des gouvernements qui ne veulent absolument pas entendre parler de guerre d'Algérie et encore moins reconnaître les droits des participants[réf. nécessaire].  
De même, dans les années 1970, la FNACA milite pour que la date du 19 mars soit officiellement commémorée, à l'égal du 11 novembre, suscitant l'opposition du gouvernement, des partis de droite et de la plupart des associations d'anciens combattants, notamment de l'Union nationale des combattants (UNC), laquelle déclare « qu'il  est injurieux pour la mémoire de nos camarades tombés dans les djebels de vouloir honorer leur sacrifice à la date anniversaire de la signature des accords d'Évian, qui ont consacré le divorce entre l'Algérie et la France ». La FNACA précisant de son côté qu'il ne s'agit nullement de célébrer la signature des accords d'Évian mais avant tout « la fin d'un cauchemar ». 
Dans les années 1980, la polémique sur la commémoration du 19 mars continue de plus belle. Interrogée par le journal Le Monde, une des six cents personnes qui protestent contre la commémoration organisée le 22 mars 1980 par la FNACA à l'Arc de triomphe — M. François Pic-Paris, maire de Saint-Léger-en-Yvelines — affirme : « On ne commémore pas Waterloo ». Un autre opposant à la FNACA déclare : « Cette commémoration est une insulte à nos morts » tandis qu'un autre explique : « On ne fête pas la perte de douze départements français ».
Dans les années 1970 et 1980, la FNACA est accusée — par certaines organisations d'anciens combattants comme l'Association des anciens combattants de l'Union française (ACUF) et par certains mouvements politiques d'extrême droite ou nostalgiques de l'Algérie française — d'être inféodée au PCF. De fait, plusieurs dirigeants de la FNACA sont membres actifs du PCF tels Maurice Sicart, secrétaire général de la FNACA Serge Peronnet, trésorier national de la FNACA, Guy Ramis, secrétaire national juridique et social de la FNACA, Robert Pelletier, administrateur du journal de la FNACA l'Ancien d’Algérie », Michel Sabourdy, rédacteur en chef du journal de la FNACA. La FNACA ayant déposé plainte pour diffamation contre l'ACUF en 1982, le Tribunal de Grande Instance de Nancy prononce la relaxe de l'ACUF par son jugement du 14 octobre 1982. La FNACA ayant fait appel de ce jugement ; l'affaire revient le 20 mai 1983 devant la deuxième chambre de la Cour d’Appel de Nancy qui, dans son audience publique du 19 juin 1983, relaxe une nouvelle fois l'ACUF. 
En 1985, après plusieurs années de mauvaise gestion, la caisse nationale mutualiste (CNM) de la FNACA, créée en 1970, est en difficultés financières. Selon le procès-verbal du conseil d'administration de la CNM de la FNACA, des lacunes graves dans la comptabilité sont observées ainsi que plusieurs détournements d'argent. Pour les seuls premiers mois de 1985, la perte d'exploitation est alors de 2 283 134 de francs. L'ancien directeur de la CNM, Raymond Froumentin, reconnaît les faits le 30 mai 1986 et est licencié le 2 juin 1986.
Après la mort de Wladyslas Marek en 2011, président de la FNACA depuis 1975, la présidence de la FNACA revient à Guy Darmanin.
Lors du congrès national du Havre d'octobre 2024, le président national Guy Darmanin annonce que la FNACA pourrait disparaitre en décembre 2026, en raison du vieillissement et de la disparition accélérée de ses membres. À partir du 5 décembre 2026, Guy Darmanin propose que la FNACA cesse d'être une fédération et devienne une simple association gérée par un prestataire de services.

## Effectifs
La FNACA atteint jusqu'à 382 000 adhérents dans les années 1990[réf. nécessaire] et elle regroupe des appelés, des rappelés, militaires de carrière et engagés de toutes sensibilités.
Selon l'association elle-même, la FNACA rassemble 370 000 membres en 2006, 360 000 membres en 2009, 353 000 membres en 2010, 328 000 membres en 2014, 301 000 membres en 2017, 296 000 membres en 2018, 280 000 membres en 2020, 245 000 membres en 2022, 203 000 membres dont 40 000 veuves fin 2024, 177 801 membres au 15 mai 2025, demeurant toujours la plus importante des associations d'anciens combattants. 
La diffusion totale de son journal, l'Ancien d'Algérie, contrôlée par l'Alliance pour les chiffres de la presse et des médias (ACPM), s'élevait chaque mois à 338 000 exemplaires en moyenne en 2014, à 300 000 en 2018, à 280 000 en 2020, à 215 000 en 2024, chiffres traduisant l'érosion progressive des effectifs de la FNACA.

## Actions
La FNACA est à l'origine de la loi du 9 décembre 1974, qui reconnaît le principe de la qualité de combattant pour les anciens d'Afrique du Nord. La carte du combattant est attribuée pour tout séjour de 120 jours minimum en Afrique du Nord entre le 1er janvier 1952 et le 2 juillet 1962. Elle agit pour que ces conditions soient élargies à tout militaire ayant effectué 120 jours commencés avant le 2 juillet 1962. Les militaires ayant effectué un séjour de 90 jours en Algérie entre le 2 juillet 1962 et le 1er juillet 1964, peuvent prétendre au titre de reconnaissance de la nation qui leur ouvre les portes de l'Office national des anciens combattants et victimes de guerre. Depuis 1974, les anciens combattants ont donc des droits à la retraite mutualiste du combattant.
La FNACA a également permis la reconnaissance officielle de la guerre d'Algérie le 18 octobre 1999.
Par ailleurs, chaque 19 mars depuis les années 1960, la FNACA commémore le cessez-le-feu en Algérie. Elle demande qu'il devienne le jour officiel de commémoration de cette guerre. Cette demande n'est pas partagée par d'autres associations d'anciens combattants et de rapatriés. Ces derniers estiment en effet que ces accords ne marquent pas la fin de la guerre puisque les violences se sont poursuivies jusqu'à l'indépendance de l'Algérie le 5 juillet 1962. Le 26 mars 1962, par exemple, lors de la fusillade de la rue d'Isly, à Alger, des soldats français ouvrent le feu sur des dizaines de manifestants opposés à l'indépendance de l'Algérie. Le 5 juillet 1962, au moins 700 pieds-noirs et Algériens ayant choisi la France sont massacrés à Oran. De son côté, l'Organisation de l'armée secrète (OAS), qui refuse le cessez-le-feu, redouble de violence, faisant des dizaines de morts et de blessés dans des attentats et assassinats ciblés. À cela s'ajoutent de nombreux enlèvements et l'exode douloureux de milliers de rapatriés et de supplétifs musulmans ayant combattu auprès de la France ont également lieu après le 19 mars. De plus 750 militaires français ont été assassinés ou enlevés après le 19 mars 1962. Entre 55 000 à 75 000 harkis, notamment, ne sont pas autorisés à rejoindre la France et sont victimes de massacres et de représailles en Algérie. « Pour nous, cette date ne marque pas la fin de la guerre mais le début du génocide harki avec des milliers de massacres », déplore Hacène Arfi, président de l'association Coordination Harka. « La guerre d'Algérie a fait un nombre de victimes triple après sa fin officielle qu'avant ! », dénonce quant à lui le général Hervé Longuet, président de l'Union nationale des combattants (UNC).
La FNACA obtient cependant satisfaction, dans un premier temps avec l'adoption d'une proposition de loi le 22 janvier 2002 et finalement avec le vote de cette proposition de loi par le Sénat, le 8 novembre 2012. Le 6 décembre 2012, le président de la République, François Hollande, promulgue la loi No 2012-1631 qui fait du 19 mars de chaque année, une « journée nationale du souvenir et de recueillement » en hommage aux victimes civiles et militaires de la guerre d'Algérie et des combats au Maroc et en Tunisie, sans pour autant éteindre les polémiques, la droite parlant de « provocation »,.

## Valeurs
Bien que non engagée politiquement et revendiquant son indépendance partisane, la FNACA est fréquemment catégorisée comme proche des idées de gauche, du Parti socialiste (PS) et du PCF.

## Présidence
La présidence nationale de la FNACA est assurée par Guy Darmanin depuis novembre 2011, date à laquelle il a succédé à Wladyslas Marek, mort à cette date. Guy Darmanin a été appelé sous les drapeaux en mai 1960 dans les transmissions et a servi en Algérie du 6 septembre 1961 au 31 mai 1962.